# Klemen Janežič
Klemen Janežič, slovenski igralec, * 1989.
Študiral je dramsko igro in umetniško besedo na Akademiji za gledališče, radio, film in televizijo. Leta 2016 je magistriral iz umetnosti giba s solopredstavo Torzo ter zanjo prejel akademijsko Prešernovo nagrado za magistrsko delo. Od leta 2013 je član ansambla SNG Drama. Širši javnosti je postal poznan po liku zdravnika Martina Rozmana v seriji Usodno vino.

## Vloge

### Televizija
- Usodno vino − zdravnik Martin Rozman, POP TV (2015−2017)
- Ja, Chef! − kuhar Luka Čeh, Voyo in POP TV (2021−danes)

## Zasebno
Poročen je z igralko Nino Ivanišin, s katero ima dve hčeri (*2021 in *2024).

## Nagrade in priznanja
- 2012 – akademijska Prešernova nagrada AGRFT: samostojna študija iz umetnosti giba Razpeti mladiček (AGRFT)[4][8]
- 2016 – županov spominski kovanec Prijetno domače, Občina Ivančna Gorica[4]
- 2016 – akademijska Prešernova nagrada za magistrsko delo (za uprizoritev iz umetnosti giba) AGRFT: Torzo (AGRFT in Zavod za sodobno umetniško prakso in teorijo 0.1)[4][8]